# Selección de fútbol sala de Marruecos
La Selección de fútbol sala de Marruecos es el equipo que representa al país en la Copa Mundial de fútbol sala de la FIFA, en el Campeonato Africano de Futsal y en otros torneos de la especialidad; y es controlado por la Real Federación Marroquí de Fútbol.

## Estadísticas

### Copa Mundial de Futsal FIFA
| Copa Mundial de fútbol sala de la FIFA | Copa Mundial de fútbol sala de la FIFA | Copa Mundial de fútbol sala de la FIFA | Copa Mundial de fútbol sala de la FIFA | Copa Mundial de fútbol sala de la FIFA | Copa Mundial de fútbol sala de la FIFA | Copa Mundial de fútbol sala de la FIFA | Copa Mundial de fútbol sala de la FIFA |
| Año                                    | Ronda                                  | J                                      | G                                      | E                                      | P                                      | GF                                     | GC                                     |
| -------------------------------------- | -------------------------------------- | -------------------------------------- | -------------------------------------- | -------------------------------------- | -------------------------------------- | -------------------------------------- | -------------------------------------- |
| 1989 - 1996                            | No participó                           | No participó                           | No participó                           | No participó                           | No participó                           | No participó                           | No participó                           |
| 2000                                   | No clasificó                           | No clasificó                           | No clasificó                           | No clasificó                           | No clasificó                           | No clasificó                           | No clasificó                           |
| 2004                                   | No clasificó                           | No clasificó                           | No clasificó                           | No clasificó                           | No clasificó                           | No clasificó                           | No clasificó                           |
| 2008                                   | No clasificó                           | No clasificó                           | No clasificó                           | No clasificó                           | No clasificó                           | No clasificó                           | No clasificó                           |
| 2012                                   | Fase de grupos                         | 3                                      | 0                                      | 0                                      | 3                                      | 5                                      | 15                                     |
| 2016                                   | Fase de grupos                         | 3                                      | 0                                      | 0                                      | 3                                      | 6                                      | 14                                     |
| 2021                                   | Cuartos de final                       | 5                                      | 2                                      | 2                                      | 1                                      | 13                                     | 7                                      |
| 2024                                   | Cuartos de final                       | 5                                      | 3                                      | 0                                      | 2                                      | 16                                     | 15                                     |
| Total                                  | 4/10                                   | 16                                     | 5                                      | 2                                      | 9                                      | 40                                     | 51                                     |

### Campeonato Africano de Futsal
| Campeonato Africano de Futsal | Campeonato Africano de Futsal | Campeonato Africano de Futsal | Campeonato Africano de Futsal | Campeonato Africano de Futsal | Campeonato Africano de Futsal | Campeonato Africano de Futsal | Campeonato Africano de Futsal |
| Año                           | Ronda                         | J                             | G                             | E                             | P                             | GF                            | GC                            |
| ----------------------------- | ----------------------------- | ----------------------------- | ----------------------------- | ----------------------------- | ----------------------------- | ----------------------------- | ----------------------------- |
| 1996                          | No participó                  | No participó                  | No participó                  | No participó                  | No participó                  | No participó                  | No participó                  |
| 2000                          | Subcampeón                    | 3                             | 1                             | 1                             | 1                             | 24                            | 12                            |
| 2004                          | Semifinales                   | 2                             | 0                             | 0                             | 2                             | 3                             | 11                            |
| 2008                          | Tercer lugar                  | 6                             | 4                             | 0                             | 2                             | 20                            | 11                            |
| 2016                          | Campeón                       | 5                             | 4                             | 0                             | 1                             | 17                            | 10                            |
| 2020                          | Campeón                       | 5                             | 5                             | 0                             | 0                             | 23                            | 1                             |
| 2020                          | Campeón                       | 5                             | 5                             | 0                             | 0                             | 37                            | 6                             |
| Total                         | 6/7                           | 25                            | 19                            | 1                             | 5                             | 124                           | 51                            |

### Copa Árabe de Futsal
| Copa Árabe de Futsal | Copa Árabe de Futsal | Copa Árabe de Futsal | Copa Árabe de Futsal | Copa Árabe de Futsal | Copa Árabe de Futsal | Copa Árabe de Futsal | Copa Árabe de Futsal |
| Año                  | Ronda                | J                    | G                    | E                    | P                    | GF                   | GC                   |
| -------------------- | -------------------- | -------------------- | -------------------- | -------------------- | -------------------- | -------------------- | -------------------- |
| 1998                 | Subcampeón           | 5                    | 4                    | 0                    | 1                    | 30                   | 19                   |
| 2005                 | Subcampeón           | 5                    | 4                    | 0                    | 1                    | 30                   | 15                   |
| 2007                 | Cuarto lugar         | 5                    | 2                    | 0                    | 3                    | 12                   | 18                   |
| 2008                 | No participó         | No participó         | No participó         | No participó         | No participó         | No participó         | No participó         |
| 2021                 | Campeón              | 5                    | 5                    | 0                    | 0                    | 26                   | 2                    |
| 2022                 | Campeón              | 6                    | 6                    | 0                    | 0                    | 46                   | 6                    |
| Total                | 5/6                  | 26                   | 21                   | 0                    | 5                    | 144                  | 60                   |

### Torneo de África del Norte
| Año   | Ronda        | J            | G            | E            | P            | GF           | GC           |
| ----- | ------------ | ------------ | ------------ | ------------ | ------------ | ------------ | ------------ |
| 2005  | Finalista    | 4            | 2            | 0            | 2            | 23           | 8            |
| 2009  | No participó | No participó | No participó | No participó | No participó | No participó | No participó |
| 2010  | Finalista    | 4            | 3            | 0            | 1            | 21           | 5            |
| Total | 2/3          | 8            | 5            | 0            | 3            | 44           | 13           |